# 努沙甘邦岸

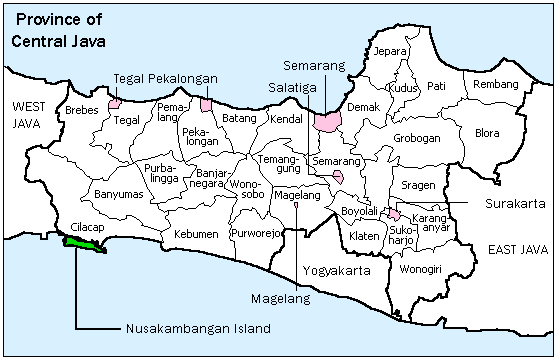
綠色為努沙甘邦岸島

7°45′S 108°55′E / 7.750°S 108.917°E
努沙甘邦岸，又譯努沙甘邦安、努沙甘榜安，是印尼的一個小島，位於爪哇島以南印度洋上，僅以一海峽與爪哇島上的芝拉扎相望。面積121平方公里，人口約3,000。行政上屬中爪哇省。
島上自荷蘭殖民時期就建有監獄，囚禁罪犯及政治犯。1905年殖民地當局把該島列為禁區。獨立後仍沿用為囚禁重犯的地方，包括印尼共產黨成員及同情者，直到1996年開放觀光。至2017年九所監獄中仍有四所監獄在運作中。